# Trumpchi GA6
La Trumpchi GA6 è un'autovettura prodotta dal Gruppo GAC e venduto con il marchio Trumpchi a partire dal 2014 in due generazioni.

## Prima generazione (2014-2019)
La prima generazione della Trumpchi GA6 è stata originariamente anticipata dalla omonimia concept car presenta al salone di Pechino all'inizio del 2014. La versione per la produzione in serie ha debuttato durante il salone di Guangzhou alla fine del 2014.
Nel 2015 al Salone dell'automobile di Detroit ha debuttato un'altra concept car chiamata Trumpchi GA6 Limited o chiamata anche Trumpchi GA6 GT, che nei piani dell'azienda doveva prefigurare e anticipa una variante sportiva della Trumpchi GA6. Le motorizzazioni sono tre turbo benzina a quattro cilindri da	1,5 litri, 1.6 litri e 1,8 litri, abbinati ad una trasmissione manuale a 5 marce o in opzione automatica a doppia frizione DCT a 7 velocità.

## Seconda generazione (2019-)
La seconda generazione della Trumpchi GA6 è stata presentata durante il salone di Shanghai nell'aprile 2019. 
Questa generazione della GA6 porta all'esordio il nuovo design chiamato "Light Sculpture", caratterizzata da una serie di diodi a LED integrati e incastonati nella griglie anteriori per formare una striscia luminosa. La seconda generazione della GA6 si caratterizza per avere un nuovo sistema di assistenza alla guida che garantisce un livello di guida autonoma di livello 2. Al lancio l'unica motorizzazione disponibile è un propulsore turbo da 1,5 litri a quattro cilindri in linea che produce 169 CV, abbinato ad una trasmissione automatica a 6 marce.